# Lluís Bertran i Bertran
Lluís Bertran i Bertran (Gironella, 4 de febrer de 1930 - 31 d'agost de 2014) fou un polític català, alcalde de la vila de Gironella entre 1987 i 2003 i diputat al Parlament de Catalunya per CDC.
Durant la seva joventut, va formar part del moviment escolta Minyons de Sant Jordi de Catalunya. Es va formar en comerç i delineació, i va ser molt actiu en la vida associativa del poble. L'any 1966 va formar una junta per recuperar la Festa de l'Arbre i fou un dels fundadors de l'entitat Automòbil Club Escuderia Gironella, de la qual va ser president del 1969 al 1987. Casat i amb dos fills, en l'àmbit polític, va fer vida primer a l'Assemblea de Catalunya, i després com a militant de Convergència Democràtica de Catalunya (CDC) va ser membre del Comitè Executiu Local de Gironella i del Berguedà. Va accedir a l'alcaldia gironellenca als comicis municipals de l'any 1987 per CiU i va ser batlle durant quatre mandats consecutius, sempre amb majoria absoluta, fins al 2003. Com a alcalde, va ser promotor també de les Jornades Internacionals de la Llengua i la Cultura Catalanes a Gironella. També va exercir com a conseller comarcal del Berguedà i fou diputat al Parlament de Catalunya en la IV Legislatura, entre 1992 i 1995.
Va morir als 84 anys, d'una malaltia irreversible, en un hospital de Barcelona.